# Ciruelas
Ciruelas település Spanyolországban, Guadalajara tartományban. Ciruelas Tórtola de Henares, Yunquera de Henares, Mohernando, Heras de Ayuso, Cañizar, Torija és Guadalajara községekkel határos. Lakosainak száma 139 fő (2024).

## Népesség
A település népessége az utóbbi években az alábbiak szerint változott:
| Lakosok száma | 115  | 105  | 104  | 116  | 144  | 105  | 97   | 122  | 117  | 139  |
|               | 2001 | 2004 | 2006 | 2009 | 2011 | 2014 | 2016 | 2019 | 2021 | 2024 |